# Фогель, Дебора
Дебора (Двойра) Фогель (пол. Debora Vogel; 1900, по другим сведениям 1902, Бурштын, Королевство Галиции и Лодомерии — август 1942, Львов) — еврейская писательница, поэтесса и переводчик, педагог. Писала на идиш и польском языках.

## Биография
Из семьи еврейских интеллигентов Галиции, отец — директор еврейской школы. Первую мировую войну семья прожила в Вене, после войны осела во Львове, отец преподавал в школе для сирот. Дебора начала учиться во львовском университете Яна Казимира, продолжила — в Ягеллонском университете в Кракове, который закончила в 1926. Преподавала психологию и литературу в еврейской школе во Львове.

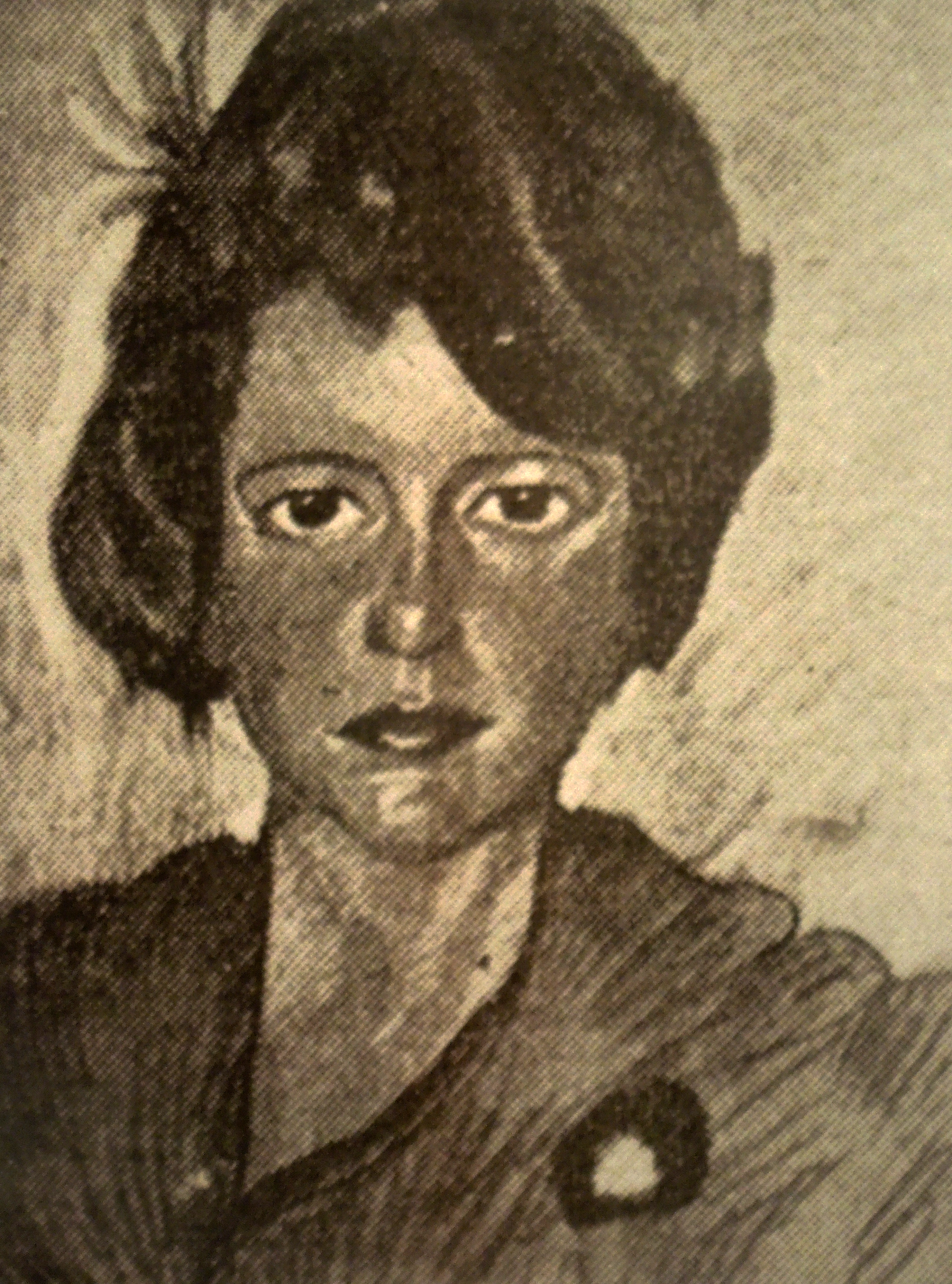
Станислав Виткевич. Портрет Деборы Фогель. Ок. 1930

Дебютировала сочинениями на польском языке, с 1920-х писала на идиш, переводила с идиш на польский и с польского на идиш. В тридцатые годы печаталась во львовском журнале «Сигналы» и в варшавском еженедельнике Wiadomości Literackie. Была знакома с Виткевичем, который оставил её портрет, дружила и переписывалась с Бруно Шульцем (из писем Шульца к ней сложился первый вариант его повести «Коричные лавки»).
В 1932 году вышла замуж за архитектора и инженера. В 1937 году у них родился сын Аншель.
Вместе с матерью, мужем и сыном погибла во львовском гетто при нацистской акции массового уничтожения евреев. Их тела опознал потом иллюстратор книг Фогель, художник Хенрык Стренг (Марек Влодарский).

## Творчество

### Поэзия
- Tog figurn (1930)
- Manekinen (1934)

### Проза
- Akacjes blien (1935, в авторском переводе на польский — Akacje kwitną, 1936).

Автор статей о прозе Виткевича, живописи Шагала, коллаже в футуристической литературе и фотографии и др.

## Публикации на русском языке
- Дебора Фогель. Цветочные с азалиями. dvoetochie.org. Дата обращения: 27 июля 2025. в журнале «Двоеточие»